# Operazione unitaria
Nella chimica industriale, un'operazione unitaria (o azione unitaria) consiste in una singola trasformazione fisica che può avere luogo all'interno di un'apparecchiatura chimica di un impianto chimico. Ogni operazione unitaria può interessare uno o più fenomeni di trasporto contemporaneamente.
Il concetto di "operazione unitaria" fu introdotto per la prima volta da Arthur Dehon Little nel 1915.
Nella chimica industriale l'espressione indica quelle operazioni, spesso legate tra di loro, che realizzano una modifica di stato, forma, o altro sui reagenti di partenza per ottenere i prodotti finali.
I termini operazione unitaria e processo unitario non sono equivalenti, infatti l'operazione unitaria è una parte del processo industriale dove avviene una trasformazione di tipo esclusivamente fisico, mentre il processo unitario è una parte del processo industriale dove avviene una trasformazione di tipo esclusivamente chimico.

## Elenco delle operazioni unitarie
La classificazione delle operazioni unitarie non è univoca, e praticamente ogni autore dà una propria interpretazione. Schematizzando al massimo, le operazioni unitarie possono essere classificate nelle seguenti categorie:
- Movimentazione dei materiali
  - compressione
  - espansione
  - aspirazione di liquidi
- Scambio termico
  - essiccamento
  - evaporazione (con lo stesso nome si indica un'operazione unitaria di separazione)
  - pastorizzazione
  - liofilizzazione
  - istantaneizzazione
- Processi meccanici
  - estrusione
  - fluidizzazione
  - macinazione
  - miscelazione
  - nebulizzazione
  - pultrusione
- Separazione o Trasferimento di massa
  - adsorbimento
  - absorbimento
  - assorbimento gas-liquido
  - chiarificazione
  - concentrazione
  - condensazione frazionata
  - cristallizzazione frazionata
  - cromatografia preparativa
  - degasaggio (in inglese sparging)
  - desorbimento (in inglese stripping)
  - distillazione
    - distillazione frazionata

  - elettrodialisi
  - elettroflottazione
  - essiccamento
  - estrazione
    - estrazione liquido-liquido
    - estrazione in fase solida
    - estrazione solido-liquido o lisciviazione

  - filtrazione
    - diafiltrazione
    - filtrazione centrifuga
    - filtrazione a membrana
    - microfiltrazione
    - nanofiltrazione
    - ultrafiltrazione
    - osmosi inversa
    - dialisi

  - flocculazione
  - flottazione
  - osmosi
  - pervaporazione
  - precipitazione
  - precipitazione elettrostatica
  - pressatura
  - scambio ionico
  - sedimentazione
  - separazione di gas
  - setacciatura
  - umidificazione
- Altre operazioni
  - imballaggio
  - agglomerazione

### Operazioni unitarie di separazione
Per quanto riguarda la separazione, questa può avvenire:
- con creazione o addizione di una fase: si ottiene utilizzando un agente energetico di separazione (AES, per esempio calore) o un agente materiale di separazione (AMS, per esempio un agente flocculante).
- con agenti solidi di separazione: è il caso della cromatografia, dove l'agente di separazione è il carrier.
- per barriere: in particolare, la barriera può essere un film solido (di materiali polimerici, ceramici, fibre, o metalli), un film liquido, una membrana di separazione (nel caso di osmosi, osmosi inversa, dialisi, e microfiltrazione), una membrana microporosa o una membrana non-porosa.
- per campo di forza esterno o gradiente: è il caso dell'elettrolisi, elettroforesi, elettrodialisi, centrifugazione, e nei casi in cui insista un gradiente di temperatura.